# الرجل س (مسلسل)
الرجل سين أو (الرجل س) مسلسل سوري من إنتاج العام 2000 كما تجري أحداثه في العام 2000، وهو يتحدث عن القضايا التي يتعرض لها إنسان العصر ضمن لمسات إنسانية وبعد نفسي.

## قصة المسلسل
تدور الاحداث حول وائل (حاتم علي) الذي يتعرض لحادث سيارة تاكسي، اثر انتقاله إلى اللاذقية، هربا من شيء ما، ويفقد بذلك ذاكرته. يلتقي وائل خلال اقامته بالمستشفى بالدكتورة حنان (فرح بسيسو). تدور الأحداث في إطار مشوق في البحث عنه من طرف عائلته في الوقت الذي يبدأ فيه هو حياة أخرى بشخصية ثانية يحاول خلالها استرجاع ذاكرته المفقودة.

## فريق العمل[2]
تأليف: زهير أمير براق وواهه سيسريان ويوسف طافش
سيناريو وحوار: زهير أمير براق
إخراج: علاء الدين كوكش
إنتاج: الدولية للمرئيات
مدير الإنتاج: نقولا نصر
مدير التصوير: عمار الحامض
مخرج منفذ: جبران شدايدة و مأمون الفرخ
مشرف عام: سعيد النابلسي
مشرف إضاءة: أسامة كوكش
مشرف صوت: محي الدين بقاعي
مونتاج: محمود يحيى
سكريبت: علي محي الدين علي
المعالجة النفسية: واهه سيسريان
مكياج: ستيلا خليل

## بطولة
فرح بسيسو
حاتم علي
هالة شوكت
سليم صبري
ثراء دبسي
عمر حجو
أحمد عداس
بشار إسماعيل
سامر المصري
إنطوانيت نجيب
رنده مرعشلي
إيمان عبدالعزيز
أحمد رافع
هاني شاهين
رامز عطا الله
فارس الرفاعي
عهد فنري